# Olympische Sommerspiele 2008/Teilnehmer (Suriname)
| Gelbes Symbol für Goldmedaillen mit stilisierten Olympischen Ringen | Graues Symbol für Silbermedaillen mit stilisierten Olympischen Ringen | Braundes Symbol für Bronzemedaillen mit stilisierten Olympischen Ringen |
| ------------------------------------------------------------------- | --------------------------------------------------------------------- | ----------------------------------------------------------------------- |
| —                                                                   | —                                                                     | —                                                                       |

Suriname war mit der Teilnahme an den Olympischen Sommerspielen 2008 in Peking insgesamt zum 11. Mal bei Olympischen Spielen vertreten. Die erste Teilnahme war 1960. Fahnenträger bei der Eröffnungsfeier war mit Anthony Nesty kein aktueller Athlet, sondern die Schwimmlegende des Landes.

## Teilnehmer nach Sportarten

### Leichtathletik
Obwohl Nieuwendam erst zwei Tage nach den Olympischen Spielen, am 26. August, 17 Jahre alt wurde, war sie nicht die jüngste Teilnehmerin Surinames. Die Schwimmerin Chinyere Pigot ist sogar noch jünger; erst drei Monate vor dem Turnier, am 1. Mai, wurde sie 15 Jahre alt.
| Disziplin        | Männer        | Frauen             |
| ---------------- | ------------- | ------------------ |
| 100 Meter Sprint | Jurgen Themen |                    |
| 200 Meter Sprint |               | Kirsten Nieuwendam |

### Schwimmen
- Chinyere Pigot
Frauen, 50 Meter Freistil

- Gordon Touw Ngie Tjouw
Männer, 100 Meter Schmetterling